# Opoja

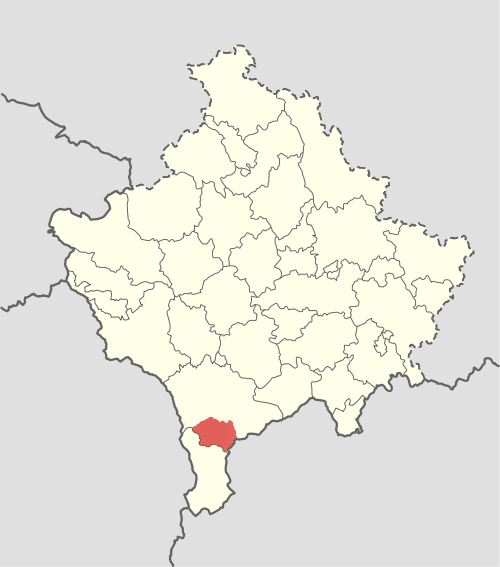
Das Gebiet Opoja rot markiert innerhalb der Gemeinde Dragash im Kosovo

Opoja (albanisch auch Opojë, serbisch Опоље Opolje) ist eine ethnographische Region im äußersten Süden des Kosovo. Sie bildet den nördlichen Teil der Gemeinde Dragash.
Opoja grenzt im Norden an die Gemeinde Prizren und im Süden und Westen an die Region Gora, die den restlichen Teil der Gemeinde Dragash darstellt. Im Osten befinden sich die Berge der Šar Planina und die Grenze zu Nordmazedonien.

Karte von Opoja mit Ausdehnung und eingezeichneten Ortschaften (albanisch)

Opoja umfasst 21 Dörfer mit insgesamt etwa 23.000 Einwohnern. Die Einwohner sind fast alle Albaner, im Gegensatz zur benachbarten Gora, welche fast ausschließlich von Goranen bewohnt wird. In Dragash, dem Verwaltungszentrum der Gemeinde, das genau an der Grenze zwischen den beiden Regionen liegt, vermischen sich beide Ethnien. Traditioneller Hauptort von Opoja und zugleich größtes Dorf ist Bresana.